# 보이 A (영화)
보이 A(영어: Boy A)는 조너던 트리겔의 동명의 소설을 각색한 영국영화로, 2007년 공개되었다. 또한 이 영화는 2007 토론토 국제 영화제에서 초연 되었다.
존 크롤리가 감독하고, 앤드류 가필드가 주연을 맡아 영국 아카데미 텔레비전상 최우수 남우주연상을 수상했다. 북미에서 극장 개봉은 와인스타인 컴퍼니에서 배급하였다.

## 출연진
- 앤드루 가필드 - 잭 바리지 역
- 피터 멀런 - 테리 역
- 셔반 피너런 - 켈리 역
- 앨피 오언 - 에릭 윌슨 역
- 빅토리아 브레이지어 - 교사 역
- 스카이 베넷 - 앤젤라 역
- 케이티 라이언스 - 미셸 역
- 테일러 도허티 - 필립 크레이그 역
- 숀 에반스 - 크리스 역
- 앤서니 루이스 - 스티브 역
- 매들린 래킥 플랫 - 여학생 역
- 조지프 앨틴 - 불량 학생 역
- 제레미 스위프트 - 데이브 역
- 헬렌 와일딩 - 캐럴 역
- 제시카 멀린스 - 케서린 톰슨 역

## 수상 내역
- 2008년 영국 아카데미 텔레비전상
  - 남우주연상 수상
  - 감독상 수상
  - 편집상 수상
- 2008년 디나르 영화제 각본상
  - 촬영상 수상
  - 작품상 수상
- 2008년 베를린 국제 영화제 스페셜 심사위원상 수상